# Rümeysa Kadak
Rümeysa Kadak (* 16. Mai 1996 in Istanbul) ist eine türkische Politikerin (AKP). Sie wurde in der Parlamentswahl in der Türkei 2018 zur Abgeordneten der Großen Nationalversammlung der Türkei gewählt, wo sie zurzeit deren jüngstes Mitglied ist.
Kadak studierte an der Marmara-Universität.